# Willibald Freymüller
Willibald Freymüller OSB, geboren als Franz Xaver Freymüller, (* 6. November 1807 in Mintraching; † 24. März 1890 im Kloster Metten) war ein deutscher Benediktiner und Theologe.

## Leben
Franz Xaver Freymüller studierte am Collegium Germanicum in Rom katholische Theologie und promovierte dort zum Dr. theol. Danach wurde er Lehrer am Schottenkloster in Regensburg. 1837 trat er im Kloster Metten in den Benediktinerorden ein und nahm den Ordensnamen Willibald an. Im Kloster Metten wurde er 1848 der erste Rektor und Direktor des neu gegründeten Gymnasiums. Diese Stellung behielt er bis 1871. Im Klosterkonvent war er Prior und Novizenmeister. In Anerkennung seines Wirkens erhielt er den Titel Geistlicher Rat.

## Schriften
- Die messianische Weissagung in Virgil’s Ecloga IV. Friedrich Pustet, Regensburg 1852; Sonderdruck aus dem Jahresbericht über die Studien-Anstalt im Benediktiner Stifte Metten für das Studienjahr 1851/52 (Digitalisat der Bayerischen Staatsbibliothek).
- Orpheus und sein Verhältniß zu Moses. In: Jahres-Bericht über die Studien-Anstalt im Benediktiner-Stifte Metten für das Studien-Jahr 1857/58. Johann Baptist von Zabuesnig, Landshut 1858 (Digitalisat der Bayerischen Staatsbibliothek).
- De Socratis daemonio. Johann Baptist von Zabuesnig, Landshut 1864 Digitalisat
- P. Karl Ammer’s theoretisch-praktische Grammatik der italienischen Sprache zunächst für Studirende. J. Thomann, Landshut, 2. Aufl. 1868.
- Rückblick auf das Benediktinerstift und die Studienanstalt Metten. J. Thomann, Landshut 1870 Digitalisat